# Habib Wahid
Habib Wahid, född 15 oktober 1979 i Dhaka, är en bangladeshisk kompositör, musiker och sångare. Hans verk är en blandning av traditionell bengalisk folkmusik med modern techno och urban beats.